# Aldo Belli
Aldo Belli (Milano, 16 giugno 1962) è un ex hockeista su pista, allenatore di hockey su pista e dirigente sportivo italiano.
Nato a Milano, all'età di tre anni si trasferì con la famiglia a Lodi, dove iniziò subito a praticare l'hockey su pista. Uomo simbolo dell'Amatori Lodi, di cui è stato prima giocatore e poi allenatore, ha realizzato oltre 1 300 reti in carriera; nel 1990 conquistò il titolo europeo con la nazionale italiana.

## Caratteristiche tecniche

Un «tiro sottogamba» di Aldo Belli

Attaccante dotato di ottima tecnica, coniugava l'imprevedibilità nei movimenti con uno spiccato senso del gol. Giocate spettacolari quali le giravolte e i cosiddetti «tiri sottogamba» – eseguiti in corsa facendo passare la pallina tra le gambe – costituivano gli elementi peculiari del suo repertorio tecnico.

## Palmarès

### Giocatore
- Coppa Italia: 1

Amatori Lodi: 1978
- Campionato italiano: 1

Amatori Lodi: 1980-81
- Coppa CERS: 1

Amatori Lodi: 1986-87
- Coppa delle Coppe: 1

Amatori Lodi: 1993-94
- Giochi mondiali: 1

Italia: 1985
- Campionato europeo: 1

Italia: 1990

### Allenatore
- Coppa di Lega: 1

Amatori Lodi: 2009-10